# 문국진 (물리학자)
문국진(文國珍, 1931년 10월 10일~2022년 8월 10일)은 대한민국의 물리학자 겸 대학 교수로 과학기술 행정가이며 이학박사 및 예비역 대한민국 공군 대령 출신이다.

## 생애

### 이력과 친인척 관계
본관은 남평(南平)이고 서울 출생이며 아호(雅號)는 만설(萬說)이다. 예비역 공군 대령 출신으로 아버지는 독립운동가 무강(武剛) 문일민(文一民)이며 어머니는 독립운동가 안혜순(安惠淳)이다. 위당(爲堂) 정인보의 사위이다. 처형부(妻兄夫, 윗동서)는 국문학자 겸 수필가 강신항(姜信沆) 교수이다.

### 학력
- 경기고등학교 전퇴(1948년)→용산고등학교 졸업(1950년)
- 공군사관학교 2기(1951년)
- 육군보병학교 위탁교육대상구성원과정 수료(1955년)
- 공군방공포병학교 초등군사반 1기 수료(1957년)
- 연세대학교 물리학과 학사(1961년)
- 미국 오하이오 대학교 대학원 물리학과 이학석사(1964년)·이학박사(1970년)

#### 명예 졸업
- 서울경기중고등학교 명예 졸업장 수여(1972년 2월 29일)

### 주요 경력
- 1951년 공군 소위 임관
- 1953년 공군 중위 진급
- 1955년 공군 대위 진급
- 1957년 공군 소령 진급
- 1961년 공군사관학교 교수
- 1963년 공군 중령 진급
- 1965년 공군 대령 진급
- 1966년 베트남 전쟁 참전(1966년 8월~1966년 11월)
- 1969년 미국물리학회 회원(1997년 퇴임)
- 1970년 공군본부 정훈참모부 정훈과 과장(1970년 이임)
- 1970년 국방과학연구소 주임연구원(1972년 퇴임)
- 1970년 한국물리학회 평의원(1997년 퇴임)
- 1971년 공군 대령 예편(1971년 8월 26일)
- 1972년 국방과학연구소 주임연구원 직책에서 퇴임
- 1972년 한양대학교 물리학과 교수(1996년 퇴임)
- 1973년 한양대학교 자연과학대학 물리학과장(1978년 퇴임)
- 1975년 한양대학교 기초과학연구소 소장(1979년 퇴임)
- 1977년 한국물리학회 편집위원(1982년 퇴임)
- 1979년 한국물리학회 핵물리분과위원장(1980년 퇴임)
- 1980년 한국물리학회 지도위원(1981년 퇴임)
- 1985년 한양대학교 자연과학대학 학장(1989년 8월 퇴임)
- 1996년 한양대학교 명예교수(1996년 8월 이후)
- 1998년 서강대학교 석좌교수(1998년 8월 이후)
- 1999년 동국대학교 객원교수(6개월 후 1999년 8월 퇴임)
- 2000년 국방대학교 객원교수(6개월 후 2000년 8월 퇴임)
- 2001년 인하대학교 객원교수(6개월 후 2001년 8월 퇴임)
- 2001년 가톨릭대학교 초빙교수(6개월 후 2002년 2월 퇴임)
- 2006년 한국과학기술원 객원교수(6개월 후 2006년 8월 퇴임)

## 저서

### 저술
- 《자연과학개론》(1977년)
- 《물리과학》(1982년)